# Presoners de Ghostland
Presoners de Ghostland (tambe coneguda com a Prisoners of the Ghostland) és una pel·lícula de western de terror estatunidenca del 2021 dirigida per Sion Sono, a partir d'un guió d'Aaron Hendry i Reza Sixo Safai. És protagonitzada per Nicolas Cage, Sofia Boutella i Bill Moseley. La seva trama gira al voltant d'un destacat criminal, en Hero (Nicolas Cage), que és enviat a rescatar la neta adoptiva del governador, que ha desaparegut a una misteriosa regió de Ghostland. S'ha subtitulat al català amb la distribució d'A contracorriente Films.
La pel·lícula es va projectar per primer cop al Festival de Cinema de Sundance el 31 de gener de 2021, i es va estrenar als cinemes i en vídeo a la carta el 17 de setembre de 2021. Els crítics van firmar comentaris en diversos sentits.

## Repartiment
- Nicolas Cage com a Hero
- Sofia Boutella com a Bernice
- Bill Moseley com a Governor
- Nick Cassavetes com a Psycho
- Tak Sakaguchi com a Yasujiro
- Yuzuka Nakaya com a Susie
- Young Dais com a Ratman
- Koto Lorena com a Stella
- Canon Nawata com a Nancy
- Jai West com a Jay